# Valentino y el clan del can
Valentino y el clan del can es una película peruana animada de 2007 dirigida por David Bisbano, escrita por Wendy Ramos y protagonizada por Christian Meier y Mariana Ochoa. Es la tercera producción cinematográfica en CGI, realizada por Alpamayo Entertainment y contó la colaboración de TV Azteca.
La película fue presentada en 2007, que posteriormente se promocionó en el Marché du Film del Festival de Cannes al año siguiente. Ya posproducida en la Argentina, fue estrenada en febrero de 2008 en Perú y meses después en México y España. Entre su reparto contó a Gisela Valcárcel.
Obtuvo un premio honorífico en la categoría "Espectadores del futuro" del Festival Internacional de Cine en Guadalajara. Además que fue exhibida en el Festival de Cine Latinoamericano de Caracas en 2012.

## Sinopsis
La película se centra en las aventuras de Valentino, un cachorro abandonado que vivirá a lado del Clan del can, una jauría de una atracción de circo, que le ayudarán en situaciones difíciles.